# Marie Wainwright
Marie Wainwright, née le 8 mai 1853 à Philadelphie aux États-Unis, est une actrice américaine de théâtre et du cinéma muet.

## Filmographie
- 1918 : Une infamie (Social Hypocrites) d'Albert Capellani
- 1918 : Secret Strings (en) de John Ince
- 1920 : Polly with a Past de Leander de Cordova